# Платиніт (сплав)
Платині́т — сплав на основі заліза, що містить: Ni (46...48 %); Cu (4,5...5,5 %); Mn (не більше 0,4 %); C (0,05 %); решта Fe. За ГОСТ 10994-74 сплав маркується як 47НД (47НД-ВИ).
Незважаючи на свою назву, сплав не містить платини і достатньо дешевий. Він застосовується для утворення з'єднань з керамікою. З платиніту виготовляють біметалеві дроти і стрічки (зовні — мідь), котрі також називають платинітом.
Головна особливість сплаву — температурний коефіцієнт теплового розширення у нього близький за значенням до коефіцієнта для платини (близько 9...11× 10−6 К−1 в діапазоні температур від —70 до +440 °C) і не термостійкого скла. Тому він застосовується замість платини для провідників, що впаюються у скло (струмовводів) при виготовленні вакуумної апаратури та електричних ламп розжарювання. Колір спаю зі склом — від червоного до малинового (у мідненого дроту — до золотистого). Внаслідок високого вмісту нікелю сплав має високу температуру точки Кюрі.
Використання платиніту дозволило відмовитися від дорогих платинових провідників, що застосовувалися раніше.